# Olympische Sommerspiele 1948/Turnen
Bei den XIV. Olympischen Sommerspielen 1948 in London fanden neun Wettbewerbe im Gerätturnen statt, davon acht für Männer und einer für Frauen. Austragungsort war das Earls Court Exhibition Centre.

## Bilanz

### Medaillenspiegel
| Platz | Land               | Gold | Silber | Bronze | Gesamt |
| ----- | ------------------ | ---- | ------ | ------ | ------ |
| 1     | Finnland           | 6    | 2      | 2      | 10     |
| 2     | Schweiz            | 3    | 4      | 2      | 9      |
| 3     | Ungarn             | 1    | 2      | 3      | 6      |
| 4     | Tschechoslowakei   | 1    | –      | 3      | 4      |
| 5     | Vereinigte Staaten | –    | –      | 1      | 1      |

### Medaillengewinner
| Konkurrenz           | Gold | Silber | Bronze |
| -------------------- | --- | --- | --- |
| Mannschaftsmehrkampf | Paavo Aaltonen, Veikko Huhtanen, Kalevi Laitinen, Olavi Rove, Aleksanteri Saarvala, Sulo Salmi, Heikki Savolainen, Einari Teräsvirta | Karl Frei, Christian Kipfer, Walter Lehmann, Robert Lucy, Michael Reusch, Josef Stalder, Emil Studer, Melchior Thalmann | László Baranyai, József Fekete, Győző Mogyoróssy, János Mogyorósi-Klencs, Ferenc Pataki, Lajos Sántha, Lajos Tóth, Ferenc Várkõi |
| Einzelmehrkampf      | Veikko Huhtanen | Walter Lehmann | Paavo Aaltonen |
| Barren               | Michael Reusch | Veikko Huhtanen | Christian Kipfer Josef Stalder                                                                                                   |
| Bodenturnen          | Ferenc Pataki | János Mogyorósi-Klencs                                                                                                  | Zdeněk Růžička |
| Pferdsprung          | Paavo Aaltonen | Olavi Rove | János Mogyorósi-Klencs Ferenc Pataki Leo Sotorník                                                                                |
| Reck                 | Josef Stalder | Walter Lehmann | Veikko Huhtanen |
| Ringe                | Karl Frei | Michael Reusch | Zdeněk Růžička |
| Seitpferd            | Paavo Aaltonen Veikko Huhtanen Heikki Savolainen                                                                                     | – | – |

| Konkurrenz           | Gold | Silber | Bronze |
| -------------------- | --- | --- | --- |
| Mannschaftsmehrkampf | Zdeňka Honsová, Marie Kovářová, Miloslava Misáková, Milena Müllerová, Věra Růžičková, Olga Šilhánová, Božena Srncová, Zdeňka Veřmiřovská | Erzsébet Balázs, Anna Fehér, Erzsébet Gulyás-Köteles, Irén Karcsics, Mária Kövi-Zalai, Margit Nagy-Sándor, Olga Tass, Edit Weckinger | Ladislava Bakanic, Marian Barone, Consetta Caruccio-Lenz, Dorothy Dalton, Meta Elste, Helen Schifano, Clara Schroth-Lomady, Anita Simonis |

## Ergebnisse Männer

### Mannschaftsmehrkampf
| Platz | Land | Sportler | Punkte  |
| ----- | ---- | --- | ------- |
| 1     | FIN  | Paavo Aaltonen, Veikko Huhtanen, Kalevi Laitinen, Olavi Rove, Aleksanteri Saarvala, Sulo Salmi, Heikki Savolainen, Einari Teräsvirta | 1358,30 |
| 2     | SUI  | Karl Frei, Christian Kipfer, Walter Lehmann, Robert Lucy, Michael Reusch, Josef Stalder, Emil Studer, Melchior Thalmann              | 1356,70 |
| 3     | HUN  | László Baranyai, József Fekete, Győző Mogyoróssy, János Mogyorósi-Klencs, Ferenc Pataki, Lajos Sántha, Lajos Tóth, Ferenc Várkõi     | 1330,85 |
| 4     | FRA  | Alphonse Anger, Marcel de Wolf, Raymond Dot, Lucien Masset, Michel Mathiot, Antoine Schildwein, Auguste Sirot, André Weingand        | 1313,85 |
| 5     | ITA  | Egidio Armelloni, Guido Figone, Danilo Fioravanti, Domenico Grosso, Savino Guglielmetti, Ettore Perego, Quinto Vadi, Luigi Zanetti   | 1300,30 |
| 6     | TCH  | Pavel Benetka, Gustav Hrubý, Vladimír Karas, Miroslav Málek, Vratislav Petráček, Zdeněk Růžička, Leo Sotorník, František Wirth       | 1292,10 |
| 7     | USA  | William Bonsall, Louis Bordo, Frank Cumiskey, Vincent D’Autorio, Joseph Kotys, William Roetzheim, Edward Scrobe, Raymond Sorensen    | 1252,50 |
| 8     | DEN  | Elkana Grønne, Freddy Jensen, Poul Jessen, Børge Minerth, Vilhelm Møller, Gunner Olesen, Arnold Thomsen, Volmer Thomsen              | 1245,40 |
| 9     | AUT  | Karl Bohusch, Hans Friedrich, Gottfried Hermann, Robert Pranz, Hans Sauter, Wilhelm Schreyer, Willi Welt, Ernst Wister               | 1212,15 |
| 10    | YUG  | Stjepan Boltižar, Konrad Grilc, Karel Janež, Drago Jelić, Ivica Jelić, Josip Kujundžić, Miro Longyka, Jakob Šubelj                   | 1194,80 |

Datum: 12. und 13. August 1948

123 Teilnehmer aus 16 Ländern

### Einzelmehrkampf
| Platz | Land | Sportler          | Punkte |
| ----- | ---- | ----------------- | ------ |
| 1     | FIN  | Veikko Huhtanen   | 229,70 |
| 2     | SUI  | Walter Lehmann    | 229,00 |
| 3     | FIN  | Paavo Aaltonen    | 228,80 |
| 4     | SUI  | Josef Stalder     | 228,70 |
| 5     | SUI  | Christian Kipfer  | 227,10 |
| 6     | SUI  | Emil Studer       | 226,60 |
| 7     | TCH  | Zdeněk Růžička    | 226,20 |
| 8     | FIN  | Kalevi Laitinen   | 225,65 |
| 9     | ITA  | Guido Figone      | 225,30 |
| 10    | FIN  | Olavi Rove        | 225,20 |
|       |      |                   |        |
| 15    | SUI  | Robert Lucy       | 223,30 |
| 18    | SUI  | Michael Reusch    | 222,00 |
| 21    | SUI  | Melchior Thalmann | 220,60 |
| 28    | AUT  | Ernst Wister      | 218,90 |
| 32    | SUI  | Karl Frei         | 217,20 |
| 36    | AUT  | Karl Bohusch      | 214,40 |
| 59    | AUT  | Hans Friedrich    | 205,80 |
| 61    | AUT  | Wilhelm Schreyer  | 205,40 |
| 66    | AUT  | Hans Sauter       | 203,10 |
| 99    | AUT  | Robert Pranz      | 164,55 |
| 114   | AUT  | Gottfried Hermann | 132,30 |
| 123   | AUT  | Willi Welt        | 002,00 |

Datum: 12. und 13. August 1948

123 Teilnehmer aus 16 Ländern

### Barren
| Platz | Land | Sportler          | Punkte |
| ----- | ---- | ----------------- | ------ |
| 1     | SUI  | Michael Reusch    | 39,50  |
| 2     | FIN  | Veikko Huhtanen   | 39,30  |
| 3     | SUI  | Christian Kipfer  | 39,10  |
| 3     | SUI  | Josef Stalder     | 39,10  |
| 5     | SUI  | Walter Lehmann    | 39,00  |
| 6     | FIN  | Heikki Savolainen | 38,90  |
| 7     | FIN  | Paavo Aaltonen    | 38,80  |
| 7     | TCH  | Zdeněk Růžička    | 38,80  |
| 9     | HUN  | Lajos Sántha      | 38,70  |
| 10    | FIN  | Olavi Rove        | 38,60  |
|       |      |                   |        |
| 20    | SUI  | Melchior Thalmann | 37,90  |
| 21    | SUI  | Robert Lucy       | 37,80  |
| 21    | SUI  | Emil Studer       | 37,80  |
| 30    | SUI  | Karl Frei         | 36,90  |
| 35    | AUT  | Hans Friedrich    | 36,40  |
| 37    | AUT  | Ernst Wister      | 36,10  |
| 63    | AUT  | Hans Sauter       | 34,25  |
| 68    | AUT  | Karl Bohusch      | 33,80  |
| 74    | AUT  | Wilhelm Schreyer  | 33,00  |
| 76    | AUT  | Gottfried Hermann | 32,30  |
| 107   | AUT  | Robert Pranz      | 24,00  |
| 122   | AUT  | Willi Welt        | 02,00  |

Datum: 12. und 13. August 1948

122 Teilnehmer aus 16 Ländern

### Bodenturnen
| Platz | Land | Sportler               | Punkte |
| ----- | ---- | ---------------------- | ------ |
| 1     | HUN  | Ferenc Pataki          | 38,70  |
| 2     | HUN  | János Mogyorósi-Klencs | 38,40  |
| 3     | TCH  | Zdeněk Růžička         | 38,10  |
| 4     | FRA  | Raymond Dot            | 37,80  |
| 5     | DEN  | Elkana Grønne          | 37,65  |
| 6     | TCH  | Pavel Benetka          | 37,60  |
| 6     | TCH  | Leo Sotorník           | 37,60  |
| 8     | TCH  | Vladimír Karas         | 37,40  |
| 9     | HUN  | Lajos Sántha           | 37,30  |
| 10    | AUT  | Ernst Wister           | 37,20  |
|       |      |                        |        |
| 14    | AUT  | Karl Bohusch           | 37,10  |
| 16    | SUI  | Josef Stalder          | 37,00  |
| 25    | SUI  | Melchior Thalmann      | 36,60  |
| 29    | AUT  | Hans Friedrich         | 36,50  |
| 29    | SUI  | Christian Kipfer       | 36,50  |
| 29    | SUI  | Walter Lehmann         | 36,50  |
| 38    | AUT  | Wilhelm Schreyer       | 36,10  |
| 41    | SUI  | Robert Lucy            | 36,00  |
| 41    | SUI  | Emil Studer            | 36,00  |
| 56    | SUI  | Karl Frei              | 35,00  |
| 67    | SUI  | Michael Reusch         | 33,90  |
| 70    | AUT  | Hans Sauter            | 33,75  |
| 95    | AUT  | Robert Pranz           | 28,75  |
| 118   | AUT  | Gottfried Hermann      | 15,50  |

Datum: 12. und 13. August 1948

121 Teilnehmer aus 16 Ländern

### Pferdsprung
| Platz | Land | Sportler               | Punkte |
| ----- | ---- | ---------------------- | ------ |
| 1     | FIN  | Paavo Aaltonen         | 39,10  |
| 2     | FIN  | Olavi Rove             | 39,00  |
| 3     | HUN  | János Mogyorósi-Klencs | 38,50  |
| 3     | HUN  | Ferenc Pataki          | 38,50  |
| 3     | TCH  | Leo Sotorník           | 38,50  |
| 6     | FIN  | Veikko Huhtanen        | 38,40  |
| 7     | FIN  | Einari Teräsvirta      | 38,30  |
| 8     | SUI  | Walter Lehmann         | 38,10  |
| 8     | FIN  | Sulo Salmi             | 38,10  |
| 10    | SUI  | Emil Studer            | 38,00  |
|       |      |                        |        |
| 14    | SUI  | Christian Kipfer       | 37,90  |
| 14    | SUI  | Robert Lucy            | 37,90  |
| 18    | AUT  | Ernst Wister           | 37,70  |
| 20    | SUI  | Melchior Thalmann      | 37,60  |
| 38    | SUI  | Josef Stalder          | 36,90  |
| 40    | AUT  | Hans Friedrich         | 36,80  |
| 46    | AUT  | Karl Bohusch           | 36,60  |
| 64    | SUI  | Karl Frei              | 35,60  |
| 84    | SUI  | Michael Reusch         | 33,30  |
| 87    | AUT  | Wilhelm Schreyer       | 33,10  |
| 88    | AUT  | Hans Sauter            | 32,90  |
| 112   | AUT  | Robert Pranz           | 21,00  |
| 115   | AUT  | Gottfried Hermann      | 18,75  |

Datum: 12. und 13. August 1948

120 Teilnehmer aus 16 Ländern

### Reck
| Platz | Land | Sportler             | Punkte |
| ----- | ---- | -------------------- | ------ |
| 1     | SUI  | Josef Stalder        | 39,70  |
| 2     | SUI  | Walter Lehmann       | 39,40  |
| 3     | FIN  | Veikko Huhtanen      | 39,10  |
| 4     | FRA  | Raymond Dot          | 38,80  |
| 4     | FIN  | Aleksanteri Saarvala | 38,80  |
| 4     | HUN  | Lajos Sántha         | 38,80  |
| 4     | SUI  | Emil Studer          | 38,80  |
| 8     | FIN  | Einari Teräsvirta    | 38,70  |
| 9     | SUI  | Christian Kipfer     | 38,60  |
| 9     | HUN  | Lajos Tóth           | 38,60  |
|       |      |                      |        |
| 12    | SUI  | Michael Reusch       | 38,40  |
| 23    | SUI  | Robert Lucy          | 37,50  |
| 32    | AUT  | Karl Bohusch         | 36,70  |
| 41    | AUT  | Wilhelm Schreyer     | 36,10  |
| 45    | AUT  | Ernst Wister         | 35,80  |
| 46    | SUI  | Melchior Thalmann    | 35,50  |
| 51    | AUT  | Gottfried Hermann    | 35,10  |
| 57    | AUT  | Hans Sauter          | 34,40  |
| 65    | SUI  | Karl Frei            | 33,70  |
| 77    | AUT  | Hans Friedrich       | 31,30  |
| 87    | AUT  | Robert Pranz         | 29,40  |

Datum: 12. und 13. August 1948

121 Teilnehmer aus 16 Ländern

### Ringe
| Platz | Land | Sportler          | Punkte |
| ----- | ---- | ----------------- | ------ |
| 1     | SUI  | Karl Frei         | 39,60  |
| 2     | SUI  | Michael Reusch    | 39,10  |
| 3     | TCH  | Zdeněk Růžička    | 38,50  |
| 4     | SUI  | Walter Lehmann    | 38,40  |
| 5     | SUI  | Josef Stalder     | 38,30  |
| 5     | SUI  | Emil Studer       | 38,30  |
| 7     | TCH  | Vladimír Karas    | 38,20  |
| 8     | FIN  | Heikki Savolainen | 38,10  |
| 9     | HUN  | László Baranyai   | 37,90  |
| 9     | FIN  | Olavi Rove        | 37,90  |
| 11    | SUI  | Christian Kipfer  | 37,80  |
|       |      |                   |        |
| 24    | SUI  | Robert Lucy       | 37,00  |
| 31    | SUI  | Melchior Thalmann | 36,50  |
| 44    | AUT  | Ernst Wister      | 35,70  |
| 63    | AUT  | Karl Bohusch      | 33,90  |
| 83    | AUT  | Wilhelm Schreyer  | 32,20  |
| 86    | AUT  | Hans Sauter       | 31,80  |
| 89    | AUT  | Hans Friedrich    | 31,30  |
| 98    | AUT  | Robert Pranz      | 29,80  |
| 117   | AUT  | Gottfried Hermann | 14,25  |

Datum: 12. und 13. August 1948

121 Teilnehmer aus 16 Ländern

### Seitpferd
| Platz | Land | Sportler             | Punkte |
| ----- | ---- | -------------------- | ------ |
| 1     | FIN  | Paavo Aaltonen       | 38,70  |
| 1     | FIN  | Veikko Huhtanen      | 38,70  |
| 1     | FIN  | Heikki Savolainen    | 38,70  |
| 4     | ITA  | Luigi Zanetti        | 38,30  |
| 5     | ITA  | Guido Figone         | 38,20  |
| 6     | USA  | Frank Cumiskey       | 37,90  |
| 7     | SUI  | Michael Reusch       | 37,80  |
| 8     | FIN  | Aleksanteri Saarvala | 37,70  |
| 8     | SUI  | Josef Stalder        | 37,70  |
| 8     | SUI  | Emil Studer          | 37,70  |
| 11    | SUI  | Walter Lehmann       | 37,60  |
|       |      |                      |        |
| 14    | SUI  | Christian Kipfer     | 37,20  |
| 16    | SUI  | Robert Lucy          | 37,10  |
| 23    | SUI  | Melchior Thalmann    | 36,50  |
| 26    | SUI  | Karl Frei            | 36,40  |
| 26    | AUT  | Ernst Wister         | 36,40  |
| 30    | AUT  | Karl Bohusch         | 36,30  |
| 36    | AUT  | Hans Sauter          | 36,00  |
| 48    | AUT  | Wilhelm Schreyer     | 34,90  |
| 61    | AUT  | Hans Friedrich       | 33,50  |
| 74    | AUT  | Robert Pranz         | 31,60  |
| 108   | AUT  | Gottfried Hermann    | 16,40  |

Datum: 12. und 13. August 1948

121 Teilnehmer aus 16 Ländern

## Ergebnisse Frauen

### Mannschaftsmehrkampf
| Platz | Land | Sportlerinnen | Punkte |
| ----- | ---- | --- | ------ |
| 1     | TCH  | Zdeňka Honsová, Marie Kovářová, Miloslava Misáková, Milena Müllerová, Věra Růžičková, Olga Šilhánová, Božena Srncová, Zdeňka Veřmiřovská                            | 445,45 |
| 2     | HUN  | Erzsébet Balázs, Anna Fehér, Erzsébet Gulyás-Köteles, Irén Karcsics, Mária Kövi-Zalai, Margit Nagy-Sándor, Olga Tass, Edit Weckinger                                | 440,65 |
| 3     | USA  | Ladislava Bakanic, Marian Barone, Consetta Caruccio-Lenz, Dorothy Dalton, Meta Elste, Helen Schifano, Clara Schroth-Lomady, Anita Simonis                           | 422,66 |
| 4     | SWE  | Ingrid Andersson, Märta Andersson, Kerstin Bohman, Stina Haage, Gunnel Johansson, Karin Lindberg, Göta Pettersson, Ingrid Sandahl                                   | 417,95 |
| 5     | NED  | Helena Gerrietsen, Geertruida Heil, Barendina Meijer, Klaasje Post, Johanna Hendrika Ros, Jacoba Wijnands, Anna Maria van Geene, Jacoba van Kampen                  | 408,35 |
| 6     | AUT  | Erika Enzenhofer, Gertrude Fesl, Gertrude Gollner-Kolar, Gertrude Gries, Gretchen Hehenberger, Traudl Ruckser, Edeltraud Schramm, Gertrude Winnige-Barosch          | 405,45 |
| 7     | YUG  | Dragica Basletić, Neža Černe, Draginja Ðipalović, Dragana Đorđević, Vida Gerbec, Zlatica Mijatović, Ruža Vojsk, Tanja Žutić                                         | 397,90 |
| 8     | ITA  | Renata Bianchi, Norma Icardi, Licia Macchini, Laura Micheli, Wanda Nuti, Luciana Pezzoni, Elena Santoni, Lilia Torriani                                             | 394,20 |
| 9     | GBR  | Joan Airey, Cissy Davies, Patricia Evans, Dorothy Hey, Irene Hirst, Mary Hirst, Dorothy Smith, Audrey Rennard                                                       | 392,95 |
| 10    | FRA  | G. Guibert, Colette Hué, Christine Palau, Irène Pittelioen, Jeanine Touchard, F. Vailee, Jeanette Vogelbacher, Monique Yvinou                                       | 384,65 |
| 11    | BEL  | Julienne Boudewijns, Thérèse De Grijze, Anna Jordaens, Denise Parmentier, Jenny Schumacher, Yvonne Van Bets, Albertine Van Roy-Moens, Caroline Verbraecken-De Loose | 353,60 |

Datum: 13. und 14. August 1948

88 Teilnehmerinnen aus 11 Ländern
Kurz nach der Ankunft in London erkrankte Eliška Misáková und wurde durch Věra Růžičková ersetzt. Am Tag, als die tschechoslowakische Mannschaft den Sieg im Mehrkampf errang, verstarb Misáková an einer Poliomyelitis-Infektion. Das IOC erkannte ihr posthum ebenfalls die Goldmedaille zu.